# Wielka Krokiew

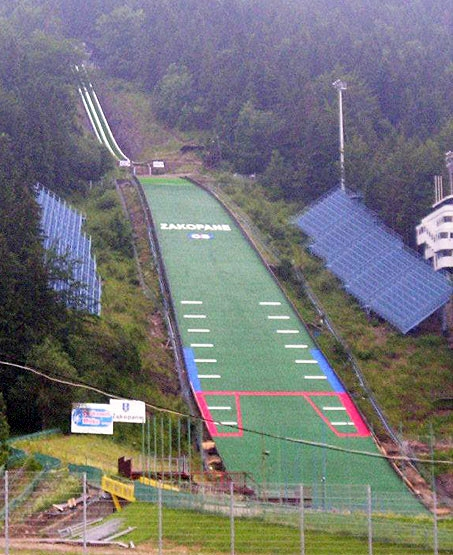
Wielka Krokiew februari 2005

Wielka Krokiew (svenska: Stora Krokiew) är en hoppbacke i Zakopane, en stad i södra Polen, på nordsidan av Karpaterna, i Tatrabergen. Zakopane är en klassisk vintersportort med årliga världscuptävlingar i backhoppning. Världsmästerskapen i nordisk skidsport avgjordes i Zakopane 1929, 1939 och 1962. Inte långt från Wielka Krokiew ligger tre andra hoppbackar: Średnia Krokiew (Mellanstora Krokiew), Mała Krokiew (Lilla Krokiew) och Maleńka Krokiew (Minsta Krokiew). Hoppbackarna är så kallade naturbackar. Det vill säga att backarna ligger i terrängen utan hopptorn. Backen kallas också Stanisława Marusarza och er uppkallad efter polska backhopparen Stanisław Marusarz (1913 - 1993). (Marusarz hoppade första gången i Wielka Krokiew 1927. Han var då 13 år gammal).

## Historia
Wielka Krokiew öppnade 22 mars 1925. Senare har backen utbyggts och moderniserats flera gånger. backanläggningen har varit arena för VM-tävlingarna i backhoppning 1929, 1939 och 1962. Sedan 1980 arrangeras världscuptävlingar Wielka Krokiew årligen vinter-Universiaden arrangerades i backen 1991.
Krokiew-anläggningen har normalt en åskådarkapacitet på 40.000. Under världscuptävlingen 2002 var det (bland annat på grund av Adam Małysz' enorma popularitet) över 50.000 åskådare inne på arenan. 

## Backrekord
Officiellt backrekord i Wielka Krokiew är satt av Simon Ammann från Schweiz 23 januari 2010 och mättes till 140,5 meter. Första rekordet i backen sattes 1925 av Stanisław Gąsienica-Sieczka och mätte 36 meter. Stanisław Marusarz (som backen uppkallades efter) satte fyra backrekord, det första kom 1932 (72 meter) og han hoppade 85 meter 1948. Nikolaj Sjamov från Sovjetunionen hoppade 100 meter i backen som första backhoppare 1961. Adam Małysz är senaste polska backhopparen som hade backrekordet. Hans 136,5 meter var backrekord från 26 december 2002 till 18 januari 2003 då Sven Hannawald från Tyskland hoppade 140 meter.

## Övrigt
Påve Johannes Paulus II höll under sin vistelse i hemlandet Polen bland annat en mässa i Wielka Krokiew.

## Världsmästerskap i Wielka Krokiew
| År   | Datum       | Backstorlek  | Vinnare          | 2 plats            | 3 plats            |
| ---- | ----------- | ------------ | ---------------- | ------------------ | ------------------ |
| 1929 | 5 februari  | Stora backen | Sigmund Ruud     | Kristian Johansson | Hans Kleppen       |
| 1939 | 11 februari | Stora backen | Sepp Bradl       | Birger Ruud        | Arnholdt Kongsgård |
| 1962 | 21 februari | Normalbacken | Toralf Engan     | Antoni Łaciak      | Helmut Recknagel   |
| 1962 | 25 februari | Stora backen | Helmut Recknagel | Nikolaj Kamenskij  | Niilo Halonen      |